# SNX11
SNX11 (англ. Sorting nexin 11) – білок, який кодується однойменним геном, розташованим у людей на довгому плечі 17-ї хромосоми. Довжина поліпептидного ланцюга білка становить 270 амінокислот, а молекулярна маса — 30 433.
| 10         |  | 20         |  | 30         |  | 40         |  | 50         |
| ---------- |  | ---------- |  | ---------- |  | ---------- |  | ---------- |
| MGFWCRMSEN |  | QEQEEVITVR |  | VQDPRVQNEG |  | SWNSYVDYKI |  | FLHTNSKAFT |
| AKTSCVRRRY |  | REFVWLRKQL |  | QRNAGLVPVP |  | ELPGKSTFFG |  | TSDEFIEKRR |
| QGLQHFLEKV |  | LQSVVLLSDS |  | QLHLFLQSQL |  | SVPEIEACVQ |  | GRSTMTVSDA |
| ILRYAMSNCG |  | WAQEERQSSS |  | HLAKGDQPKS |  | CCFLPRSGRR |  | SSPSPPPSEE |
| KDHLEVWAPV |  | VDSEVPSLES |  | PTLPPLSSPL |  | CCDFGRPKEG |  | TSTLQSVRRA |
| VGGDHAVPLD |  | PGQLETVLEK |  |            |  |            |  |            |

A: Аланін

C: Цистеїн

D: Аспарагінова кислота

E: Глутамінова кислота

F: Фенілаланін

G: Гліцин

H: Гістидин

I: Ізолейцин

K: Лізин

L: Лейцин

M: Метіонін

N: Аспарагін

P: Пролін

Q: Глутамін

R: Аргінін

S: Серин

T: Треонін

V: Валін

W: Триптофан

Задіяний у таких біологічних процесах, як транспорт, транспорт білків, альтернативний сплайсинг. 
Білок має сайт для зв'язування з ліпідами. 
Локалізований у мембрані, ендосомах.